# David Domingo Sabatini
David Domingo Sabatini (* 10. Mai 1931 in Bolivar, Argentinien) ist ein argentinisch-US-amerikanischer Zellbiologe.
Sabatini studierte Medizin an der Universidad Nacional del Litoral in Santa Fe mit dem Abschluss 1954 und forschte dann bei Eduardo De Robertis an der Universität Buenos Aires, wo er Instructor und Assistenzprofessor für Histologie war. 1961 ging er in die USA als Rockefeller-Stipendiat an der Rockefeller University in New York, wo er 1966 promoviert wurde (Ph. D.) und Assistant Professor für Zellbiologie war. Außerdem war er 1961 zu einem Forschungsaufenthalt in Yale. 1972 wurde er Professor und 1975 wurde er Frederick L. Ehrman Professor für Zellbiologie der New York University und Vorstand der Abteilung Zellbiologie.
In den 1960er Jahren entdeckte er die Fixierung von Zellstrukturen mit Glutaraldehyd für Untersuchungen unter dem Elektronenmikroskop, das die Entdeckung neuer subzellularer Strukturen wie Mikrotubuli und die Lokalisierung von Enzymaktivitäten in bestimmten Organellen ermöglichte. 
Ebenfalls in den 1960er Jahren begann sein Studium von Proteintransport während und nach der Synthese in den Ribosomen des Endoplasmatischen Retikulums, was zur Formulierung der Signalhypothese für den Proteintransport mit Günter Blobel führte (1971), nämlich die Rolle bestimmter Signalsequenzen an den Proteinen, die den Transport steuern (siehe Proteinbiosynthese). In der Folge erforschte er in seinem Labor diese Vorgänge im Detail.
Ende der 1970er führte er mit dem Gastprofessor Marcelino Cerijido die MDCK-Zelllinie ein für das Studium der polaren Natur der Epithelzellen. Mit Enrique Rodriguez-Boulan untersuchte er den Knospungsmechanismus von Viren an den Zelloberflächen von Epithelzellen. 1978 bis 1979 war er Präsident der American Society for Cell Biology. 
Sein Sohn ist der US-amerikanische Molekularbiologe David M. Sabatini.

## Auszeichnungen und Mitgliedschaften (Auswahl)
- 1984: Keith R. Porter Lecture
- 1986: E. B. Wilson Medal mit Günter Blobel
- 1988: Prix Charles-Léopold Mayer
- 1980: Aufnahme in die American Academy of Arts and Sciences
- 1985: Aufnahme in die National Academy of Sciences
- 1992: Aufnahme in die Académie des sciences
- 2000: Aufnahme in die American Philosophical Society
- 2000: Aufnahme in die National Academy of Medicine
- 2003: Grande médaille de l’Académie des sciences
- 2009: Aufnahme in die American Association for the Advancement of Science

Er ist Ritter der Ehrenlegion.